# San Mateo (Hidalgo)
San Mateo es una localidad de México perteneciente al municipio de Acaxochitlán en el estado de Hidalgo.

## Geografía
La localidad se encuentra en la región geográfica de la Sierra Otomí Tepehua; se encuentra localizada en las coordenadas geográficas 20°10′56.544″N 98°14′48.595″O / 20.18237333, -98.24683194, con una altitud de 2287 m s. n. m. Se encuentra a una distancia aproximada de 10.71 kilómetros al noroeste de la cabecera municipal, Acaxochitlán.
En cuanto a fisiografía se encuentra dentro de la provincia del Eje Neovolcánico dentro de la subprovincia de Lagos y Volcanes de Anáhuac; su terreno es de sierra. En lo que respecta a la hidrología se encuentra posicionado en la región Tuxpan-Nautla, dentro de la cuenca del río Cazones, en la subcuenca del río San Marcos. Cuenta con un clima templado húmedo con abundantes lluvias en verano.

## Demografía
En 2020 registró una población de 2691 personas, lo que corresponde al 5.84 % de la población municipal. De los cuales 1261 son hombres y 1430 son mujeres. Tiene 638 viviendas particulares habitadas.
| Gráfica de evolución demográfica de San Mateo entre 1900 y 2020                              |
|                                                                                              |
| Población de los censos y conteos del Instituto Nacional de Estadística y Geografía (INEGI). |